# Pilea arbuscula
Pilea arbuscula är en nässelväxtart som beskrevs av Henry Nicholas Ridley. Pilea arbuscula ingår i släktet pileor, och familjen nässelväxter. Inga underarter finns listade i Catalogue of Life.